# ويليام لويس
ويليام لويس (بالإنجليزية: William Lewis)‏ ـ (حوالي 1708 ـ 21 يناير 1781) هو كيميائي وطبيب إنجليزي. اشتهر بأبحاثه في علمي الصيدلة والطب، ولأبحاثه في المعادن. حصل على وسام كوبلي سنة 1754.

## حياته
ولد ويليام لويس حوالي سنة 1708، ووتخرج في كلية المسيح بأكسفورد في 17 مارس 1730، ثم حصل على درجة البكالوريوس في الآداب سنة 1734، ثم على درجة الماجستير سنة 1737، ثم بكالوريوس الطب سنة 1741، فالدكتوراه في الطب سنة 1745، حيث مارس الطب.

## التكريم
- زميل الجمعية الملكية (1745)
- وسام كوبلي (1754)

## وفاته
توفي لويس في 21 يناير 1781.